# Paul Van der Vin
Pour les articles homonymes, voir Van der Vin.
Paul Van der Vin, connu aussi sous le patronyme Vandervin, né à Gand, le 10 décembre 1823 et mort à Bruxelles le 12 avril 1887, est un peintre belge connu pour ses peintures de paysages et ses représentations animalières, principalement de chevaux.
Il expose à de nombreux Salons triennaux en Belgique, au Salon de Paris de 1855 et à l'Exposition des maîtres vivants à La Haye en 1857. Ses œuvres sont conservées au Musée de la ville de Bruxelles et au Musée des Beaux-Arts de Gand.

## Biographie

### Famille
Paul (Paul Jean) Van der Vin (son patronyme est orthographié Vandervin dans les actes de l'état-civil), né à Gand le 10 décembre 1823, est le fils d'Henri Pierre Van der Vin (1790-1871), artiste peintre, et de Philippine Françoise Ghislaine Delahaut (1785), tailleuse, mariés à Gand le 29 janvier 1812. Son oncle Pierre Van der Vin (1780-1821) est également peintre. Il épouse à Ixelles le 24 novembre 1859 Eugénie Mathilde Estercq (née à Ixelles le 14 juillet 1838). Le peintre Louis Dubois est l'un de leurs témoins.

### Formation
Étudiant à l'Académie royale des beaux-arts d'Anvers, il se forme également auprès de Jean Baptiste Lampe, peintre de genre à Gand et d'Eugène de Block.

### Carrière
Au Salon d'Anvers de 1846, Paul Van der Vin expose Intérieur d'écurie et au Salon de Gand de 1850 Départ de chasse. Jusqu'en 1886, il est présent à au moins 28 salons triennaux belges. Il s'établit à Bruxelles en 1854.
Paul Van der Vin, veuf, meurt, à l'âge de 63 ans, à son domicile, rue Defacqz no 18 à Bruxelles, le 12 avril 1887.

## Œuvre

### Caractéristiques

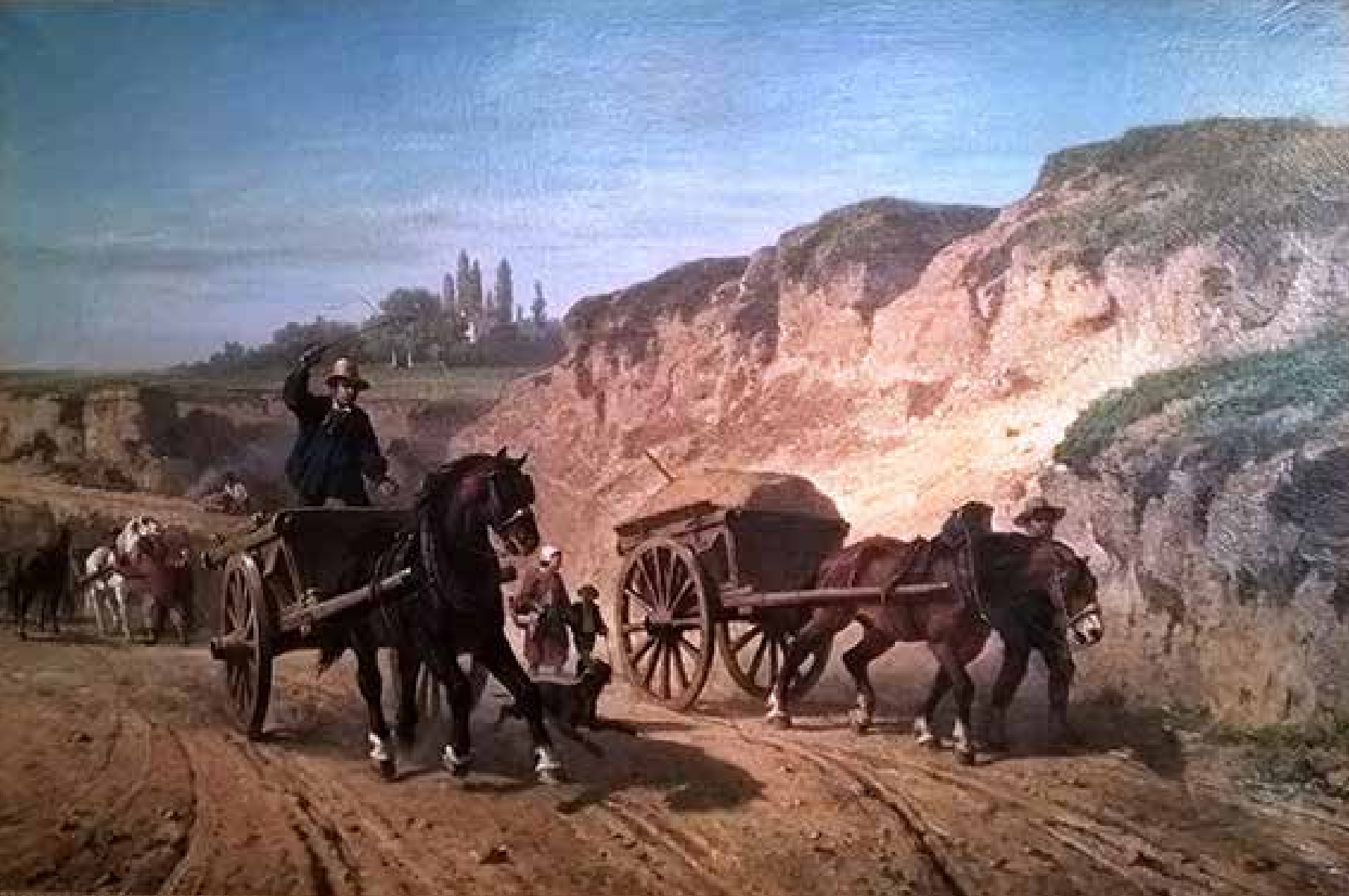
Percement de l'Avenue Louise à Bruxelles (1862).

Son champ pictural couvre les représentations animalières : essentiellement des chevaux, souvent représentés dans le cadre du travail d'attelage, de halage, de labour et de chasse.
Ses débuts artistiques sont favorablement accueillis, en 1851, lorsqu'il expose Chevaux à l'écurie, effet de soleil. Les Annales de la Société royale des beaux-arts de Gand publient un dessin reproduisant le tableau, décrit comme possédant une couleur scintillante et harmonieuse, jointe à un effet brillant qui en forment le principal mérite. L'artiste a le plus grand parti des oppositions heureuses de ton et de couleur , qui doublent à elles seules toutes les ressources de la palette. M. Van der Vin, qui est jeune encore, promet un bel avenir.
Il signe en 1862 Percement de l'avenue Louise, autrefois nommé Déblai de la nouvelle route de Bruxelles au Bois de la Cambre qui offre un témoignage des transformations urbanistiques de la ville de Bruxelles. Selon l'historien de l'art Xavier Duquenne, le tableau est très bon, grâce à son réalisme, sa composition, son animation, sa perspective et son coloris.
En 1869, Paul Van der Vin réalise une eau-forte représentant Riesencraft le Gaucher, illustrant La Légende d'Ulenspiegel de Charles De Coster.
Signe : P. Van der Vin

### Expositions

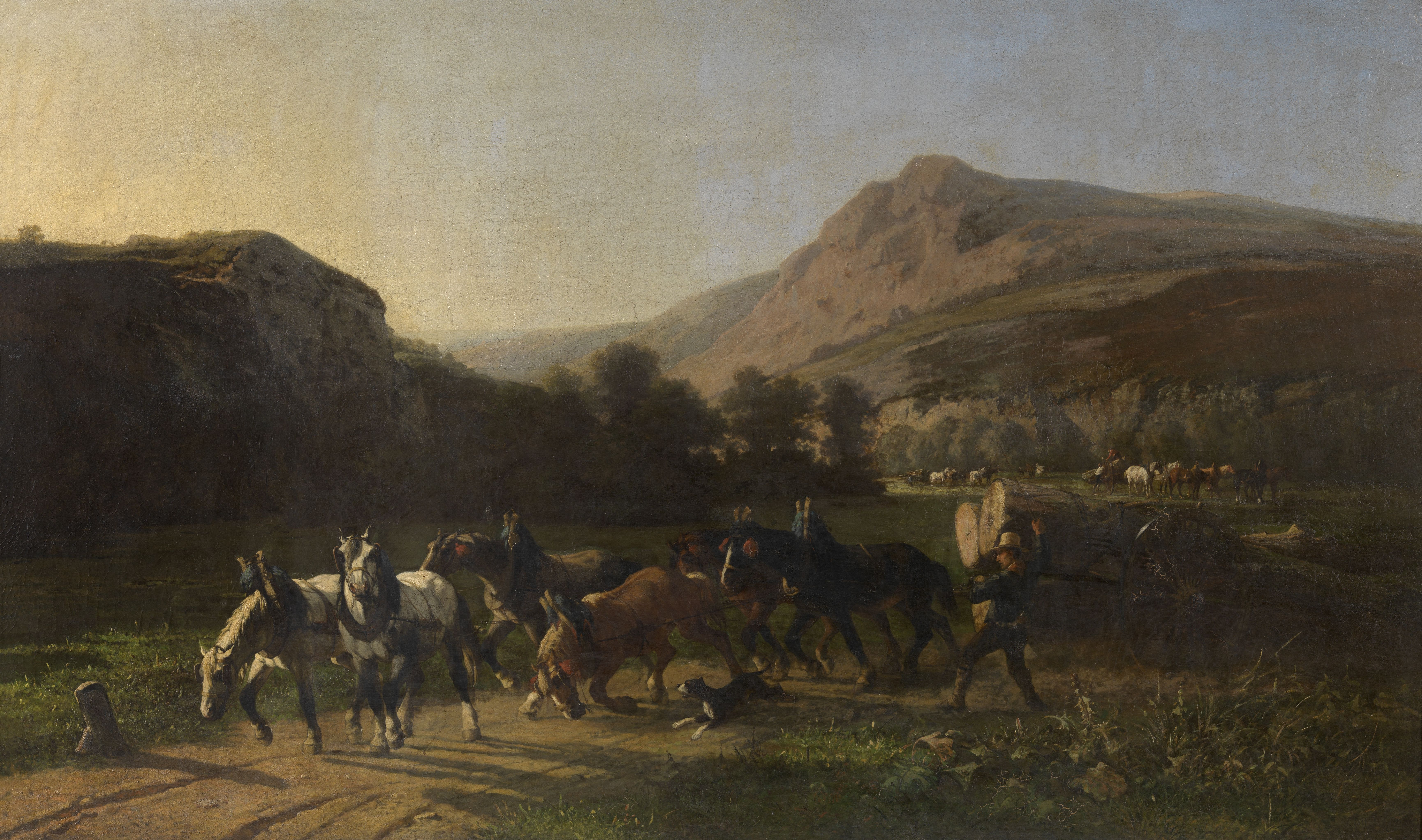
Paysage ardennais avec figures et animaux ou La Traîne des bois dans les Ardennes (Salon de Bruxelles de 1863), Musée des Beaux-Arts de Gand.

#### Belgique
- Salon d'Anvers de 1846 : Intérieur d'écurie. Le Repos[8].
- Salon de Gand (XXe) de 1847 : Chevaux à l'écurie[9].
- Salon de Gand (XXIe) de 1850 : Départ de chasse[10].
- Salon de Bruxelles de 1851 : Scène de la vie des champs[11].
- Exposition de la Société royale des beaux-arts de Gand de 1851 : Chevaux à l'écurie, effet de soleil[5].
- Salon de Gand (XXIIe) de 1853 : La Charrue embourbée[12].
- Salon de Bruxelles de 1854 : Foire aux chevaux[13].
- Salon d'Anvers de 1855 : Le bac, vue des bords de la Lys[14].
- Salon de Gand (XXIIIe) de 1856 : Maquignons allemands attendant le bateau de passage sur les bords du Rhin à Wesel[15].
- Salon de Bruxelles de 1857 : Marché aux chevaux, l'arrivée et Marché aux chevaux, le départ''[16].
- Salon d'Anvers de 1858 : Les Rogations dans les campagnes des Flandres[17].
- Salon de Gand (XXIVe) de 1859 : Le Cirque[18].
- Salon de Bruxelles de 1860 : Chevaux au pâturage[19].
- Salon d'Anvers de 1861 : Chevaux à l'abreuvoir[20].
- Salon de Gand (XXVe) de 1862 : Chevaux à l'abreuvoir et Percement de l'avenue Louise[21].
- Salon de Bruxelles de 1863 : La Traîne des bois dans les Ardennes[22].
- Salon de Gand (XXVIe) de 1865 : Chaise de poste descendant le tournant de Ronlco près de Grand-Halleux[23].
- Salon de Gand (XXVIIe) de 1868 : Campement de Zingaris et Intérieur d'écurie[24].
- Salon d'Anvers de 1870 : Abreuvoir (souvenir de Moselle), Les Pillards et Intérieur d'écurie[25].
- Salon de Gand (XXVIIIe) de 1871 : Chevaux de halage, bords de la Meuse et Les Pillards[26].
- Salon de Bruxelles de 1872 : Un Abreuvoir[27].
- Salon de Gand de 1874 (XXIXe) : La Ferme de Champalle, sous Poilvache, Meuse[28].
- Salon de Bruxelles de 1875 : Cour de ferme à Yvoir (Meuse)[29].
- Salon d'Anvers de 1876 : Un abreuvoir à Hermeton (Meuse)[30].
- Salon de Gand (XXXe) de 1877 : Abreuvoir à Hastières[31].
- Salon d'Anvers de 1879 : Les Martyrs de la plage[32].
- Salon de Gand (XXXIe) de 1880 : Chevaux de halage[33].
- Salon d'Anvers de 1882 : Écurie des chevaux de trait[34].
- Salon de Gand de 1886 (XXXIIIe) : En attendant le bateau et La Charrette cassée[35].

#### France
- Salon de Paris de 1855 : Attelage sortant des carrières[36].
- Exposition de la Société des amis des beaux-arts de Bordeaux de 1857 : Chevaux à l'abreuvoir.

#### Pays-Bas
- Exposition des maîtres vivants de La Haye de 1857 : Le Pont[37].

### Collections muséales

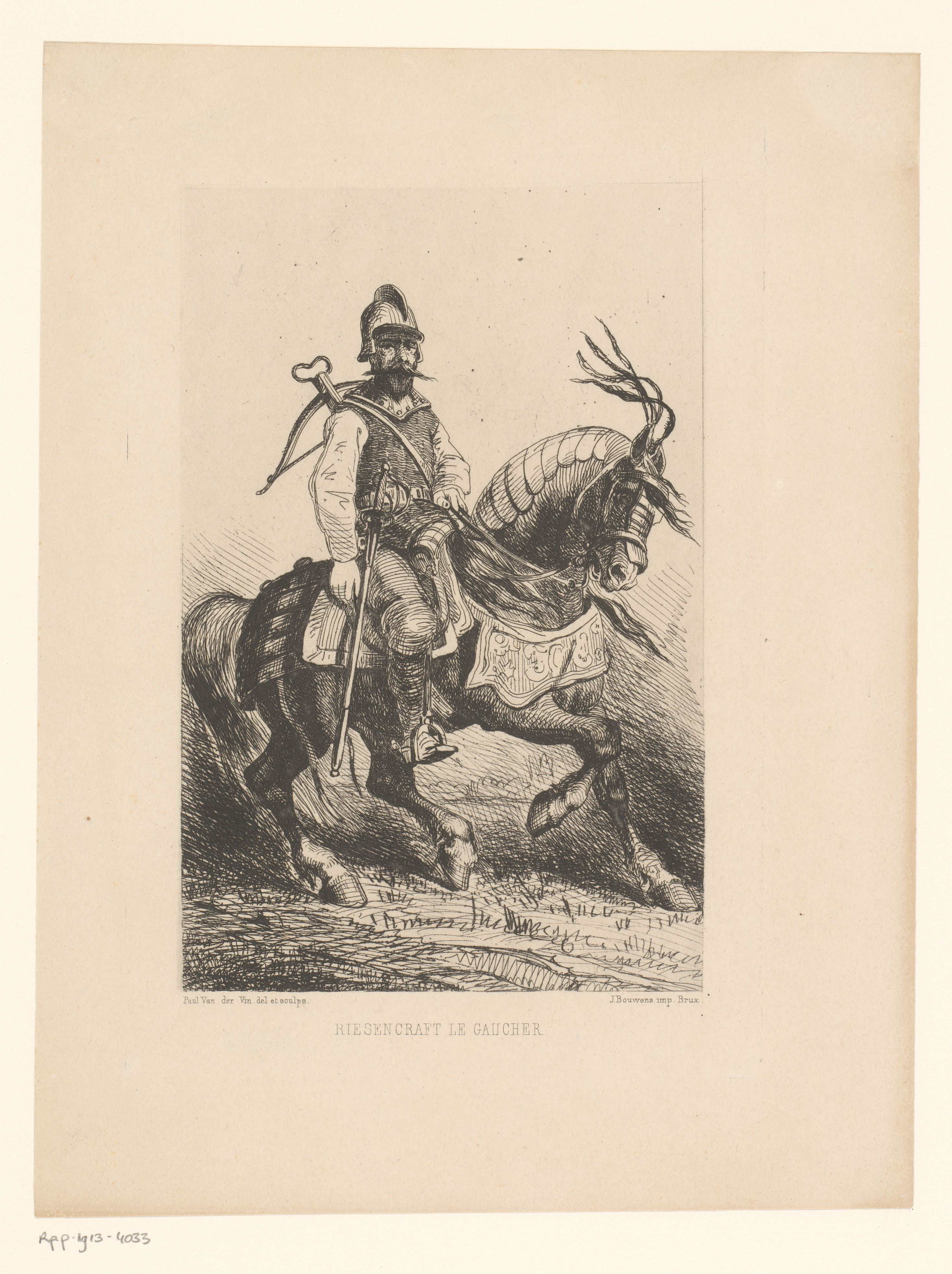
Riesencraft le Gaucher (1869), eau-forte, Rijksmuseum Amsterdam.

- Musée de la ville de Bruxelles : Percement de l'avenue Louise (1862), huile sur toile, format 34 × 50 cm, inventaire no K.2016.3[38].
- Musée des Beaux-Arts de Gand : Paysage ardennais avec figures et animaux, également appelé La Traîne de bois dans les Ardennes  (1863), huile sur toile, format 141,8 × 235,5 cm inventaire no 1865-G, acquis en 1865, après le Salon de Gand[39].
- Musée Broel à Courtrai jusqu'à la fermeture de l'institution en 2014 : Sortie de ferme (1859), huile sur toile, format 79 × 63 cm[3].
- Rijksmuseum Amsterdam : Riesencraft le Gaucher, (1869), eau-forte, format 24 × 16 cm inventaire no RP-P-1913-4033[7].